# Seahorse
Seahorse é uma interface para o programa de criptografia Gnupg baseado no Gnome, seu propósito é facilitar o uso da criptografia no ambiente Gnome.